# Aldabrachelys gigantea
La tortuga gigante de Aldabra o tortuga de Aldabra(Aldabrachelys gigantea) es un reptil quelonio de la familia Testudinidae que solo habita en la isla de Aldabra que forma parte del archipiélago de las Seychelles en el océano Índico.

## Morfología
Después de la tortuga gigante de las Galápagos es la tortuga terrestre más grande del mundo, pudiendo sobrepasar el metro de longitud. Los machos pueden llegar a pesar 250 kg, mientras que las hembras rozan los 150 kg. Como ocurre con otras tortugas, puede llegar a vivir más de 270 años tanto en libertad como en cautiverio.
El caparazón es en forma de una cúpula casi aplanada, es de color marrón rojizo. La entrepierna es en forma de un jarrón de cristal, es de color crema amarillento. Las extremidades son muy robustas, confundiendo a esta tortuga con una marina. Sus patas son muy robustas, lo que es necesario para soportar el tremendo peso del animal. El cuello es desproporcionadamente largo, incluso para un animal tan grande, lo que le resulta útil para alcanzar las ramas bajas de los árboles, hasta casi un metro de altura desde el suelo.

## Alimentación
Esta tortuga herbívora se alimenta de hierba, hojas y tallos leñosos, aunque ocasionalmente complementa la dieta con invertebrados o carroña, incluidos los cadáveres de otros congéneres. En cautividad aprovecha también frutas como la manzana o el plátano, pudiéndosele alimentar con comprimidos a base de frutas y otros vegetales. A pesar de la disponibilidad de agua dulce en sus territorios, suele obtener ésta de los alimentos que ingieren. Además no teme la presencia de los humanos, actúa completamente indiferente ante estos, y puede comer de su mano.

## Reproducción

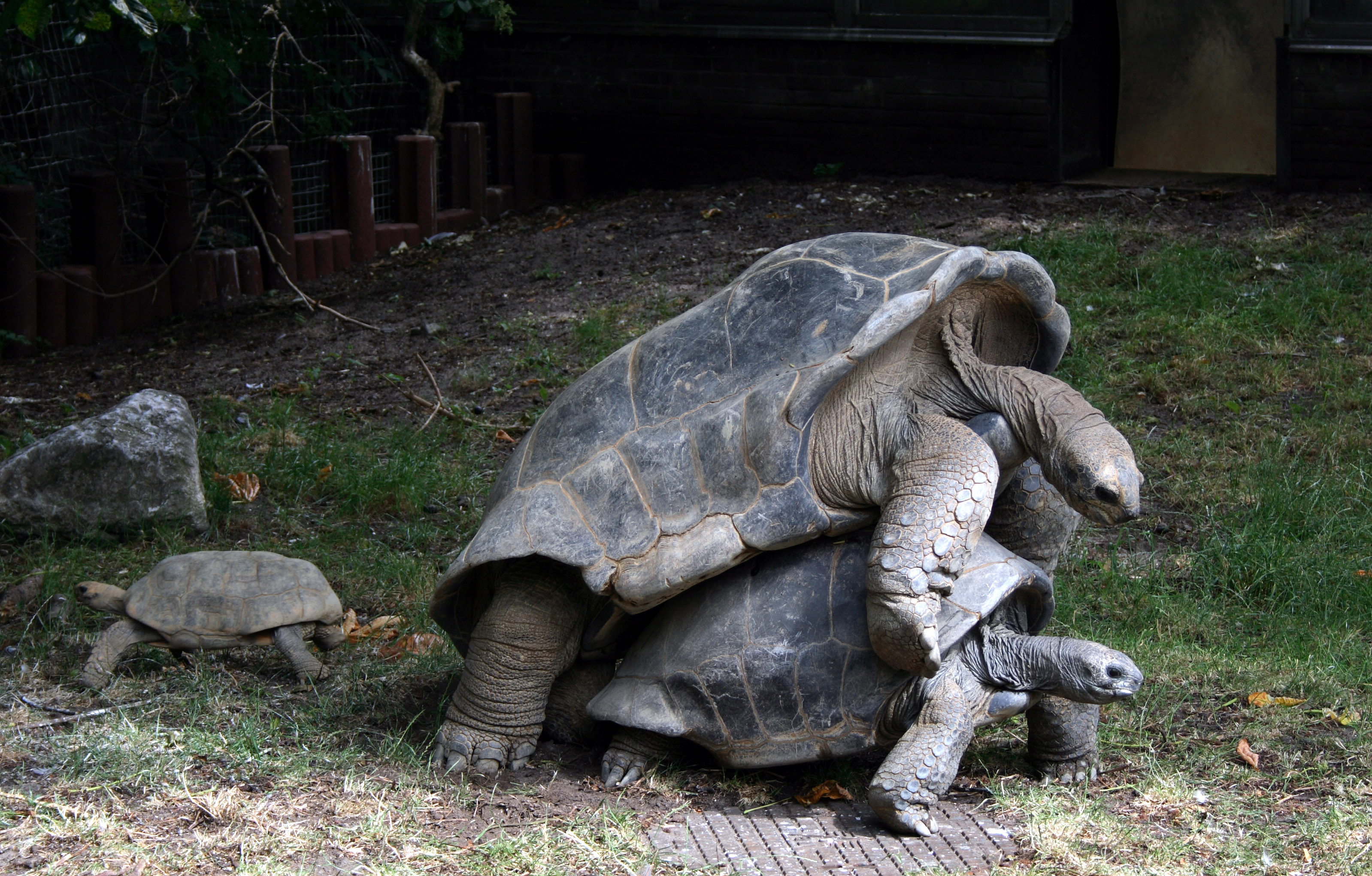
Pareja copulando.

Tienen una reproducción sexual, ovípara.
La madurez sexual viene determinada por el tamaño, no por la edad; de ahí que es sexualmente maduro cuando llega a la mitad del tamaño final. El apareamiento se da entre febrero y mayo. La hembra pone entre 10 y 25 huevos. Hay una elevada tasa de infertilidad de los huevos, cerca del 60% no están fecundados. La incubación dura 8 meses. La eclosión se produce entre octubre y noviembre.

## Subespecies
Se reconocen como válidas las siguientes subespecies:
- Aldabrachelys gigantea arnoldi (Bour, 1982) Isla Mahé
- Aldabrachelys gigantea daudinii (Duméril & Bibron,BRON 1835) † Isla Mahé. Extinta desde 1850.
- Aldabrachelys gigantea gigantea (Schweigger, 1812) Isla Aldabra, introducida en la isla de Changuu en Zanzíbar
- Aldabrachelys gigantea hololissa (Günther, 1877)  Islas de Cerf, Cousine, Frégate, Mahé, Praslin, Round y Silhouette